# Le nez qui voque
Le nez qui voque es la segunda novela del escritor y dramaturgo quebequense (Provincia de Quebec) Réjean Ducharme. Fue publicada por Editions Gallimard en 1967, posteriormente a L'Avalée des avalés obra que le valió al autor, el año anterior, y con apenas 25 años, una nominación al premio Goncourt.

## Sinopsis
En Le nez qui voque, el narrador es un adolescente de 16 años, que se presenta bajo el seudónimo de Mille Milles. La acción tiene lugar, principalmente, en una habitación situada en el 417 de la rue du Bon-Secours, frente a la Capilla de Notre-Dame-de-Bon-Secours, en Montreal, y está centrada alrededor del narrador y de una adolescente de 14 años, cuyo nombre verdadero es Iugivic pero a la que Mille Milles llama por el nombre de « Chateaugué », en alusión a Châteauguay , ciudad de Quebec.
Mille Milles habla de Chateaugué como si fuera su hermana, no de sangre sino de aire. Los dos protagonistas han hecho un pacto de suicidio en el que la fecha no ha sido elegida, y tampoco es revelada al lector. En el hilo de la novela, Réjean Ducharme hace elegir a sus personajes una palabra, elegida al azar del diccionario, para sustituir la palabra suicidio. La palabra es sustituida por « branle-bas » (zafarrancho) y el verbo suicidar ( « branle-basser ») es conjugado consecuentemente por los dos protagonistas.
Los dos personajes viven un amor casto, sobre el que predomina la amistad. Duermen en la misma cama, pero ni siquiera se abrazan. El rechazo a pasar a la edad adulta y la necesidad de tener relaciones físicas, son, junto con la muerte, los temas principales de la obra.
Mille Milles evoca a veces, lo que parece ser la masturbación, expresado en las palabras de Ducharme con el verbo « s'hortensesturber ». Eventualmente, Mille y Chateaugué deciden fundirse en una sola identidad, que bautizan como « Tate ».
Como en todas las obras del autor, la novela está salpicada de frecuentes neologismos.

## Premios
- Premio Literario de la Provincia de Quebéc (1967).

- Datos: Q3228492